# Stazione di St. Jodok
La stazione di St. Jodok è una fermata ferroviaria posta sulla linea Innsbruck-Brennero. Serve il comune di Vals.

## Storia
La fermata venne inaugurata nel 1867 insieme alla tratta Innsbruck-Brennero.

## Strutture e impianti
Era composta da un fabbricato viaggiatori e due binari.